# 南米爾斯鎮區 (北卡羅萊納州康登縣)
南米爾斯鎮區（英語：South Mills Township）是位於美國北卡羅萊納州康登縣的一個鎮區。

## 地方資料
南米爾斯鎮區的面積為306.39平方千米，皆為陸地。根據2020年美國人口普查的數據，當地共有人口4350人，而人口密度為每平方千米14.2人。